# Stora Hällesåkertjärnen
Stora Hällesåkertjärnen är en sjö i Mölndals kommun i Halland och ingår i Kungsbackaåns huvudavrinningsområde.